# Marius Borgeaud
Marius Borgeaud (Lausana, 21 de setembro de 1861 - Paris, 16 de julho de 1924) foi um pintor pós-impressionista suíço.

## Vida
Oriundo de uma família burguesa, em 1888 começou a trabalhar num banco em Marselha onde permaneceu até a morte de seu pai no ano seguinte.
Recebeu uma relevante herança paterna a qual dissipou levando uma vida dissoluta durante a década seguinte. Após um período de repouso às margens do Lago de Constança por volta de 1900, regressou a Paris disposto a dedicar-se à pintura.
Seu aprendizado, entre 1901 e 1903, se deu com os pintores Fernand Cormon e Ferdinand Humbert. As obras desse período foram praticamente perdidas e nenhuma tela é conhecida antes de 1904.
Devido a seu início tardio na profissão, aos quarenta anos; Borgeaud frequentava especialmente artistas de uma geração mais jovens do que a dele. Alguns destes se tornaram seus amigos próximos; como Francis Picabia, Paul de Castro (1882-1940), Maurice Asselin (1882-1947) e especialmente Édouard Morerod (1879-1919).
Durante os verões, de 1904 ou 1905, ele pintou com Picabia em Moret-sur-Loing (Seine-et-Marne) e com os irmãos Ludovico Rodo Pissarro e Georges Manzana-Pissarro. As obras deste período - neste lugar que anteriormente inspirara Alfred Sisley ou Camille Pissarro - são fortemente marcadas pelo Impressionismo.
A partir de 1908, passou diversas temporadas pintando na Bretanha. Passando breves etapas em Pont-Aven e Locquirec, Borgeaud estabeleceu-se em 1909 em Rochefort-en-Terre em Morbihan. Porém manteve contato com o meio parisiense durante o período.
A colônia artística suíça em Paris era numerosa contando dentre outros com Félix Vallotton, Théophile Alexandre Steinlen, Eugène Grasset, Ernest Bieler e René Auberjonois. Esses personagens se conheciam e se ajudavam mutuamente. Bem integrado entre eles Marius Borgeaud passou a expor na famosa galeria Druet em 1917, onde foi apresentado por Felix Vallotton.
Marius Borgeaud casou-se em 1923 com Madeleine Gascoin e mudou-se para outra aldeia na Bretanha, Le Faouet. A pintura que Borgeaud produziu neste período em Faouët, entre o início de 1920 e o final de 1922, é considerada o apogeu de sua obra.
Instalou-se no ano seguinte em Audierne, que marca a última etapa deste curso bretão. Os problemas de saúde o surpreenderam em 1924. Ele retornou a Paris, onde morreu em seu apartamento em 16 de julho deste mesmo ano.

## Trabalhos
A maioria das 300 pinturas a óleo existentes de Borgeaud são paisagens e cenas internas. No entanto, quinze são retratos de pessoas, sendo a mais famosa Coco Chanel.

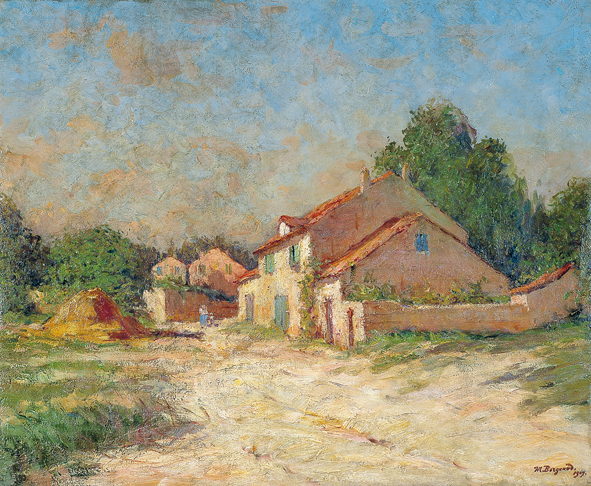
Vieilles maisons, effet de soleil (1907)
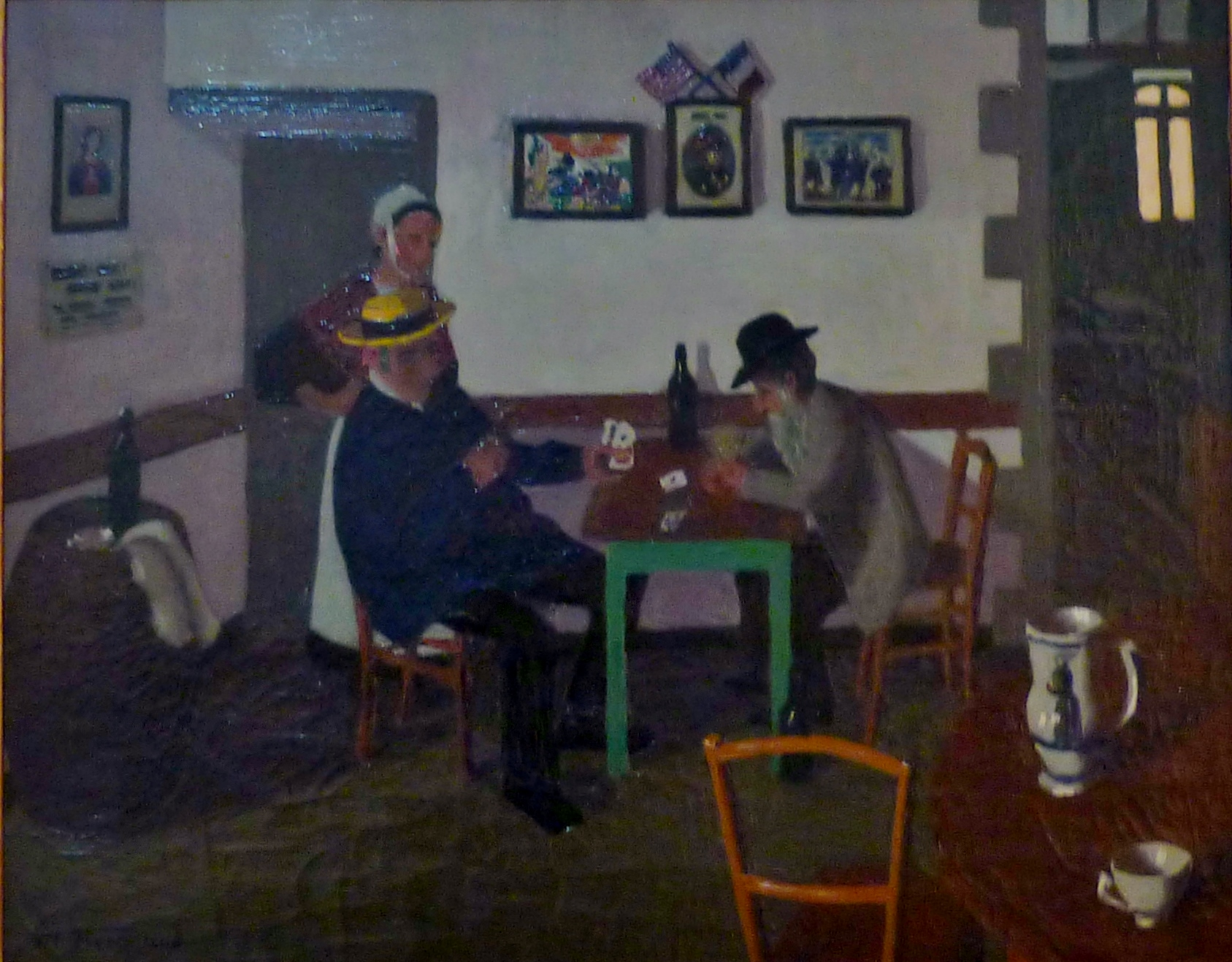
Les joueurs de cartes (1917)
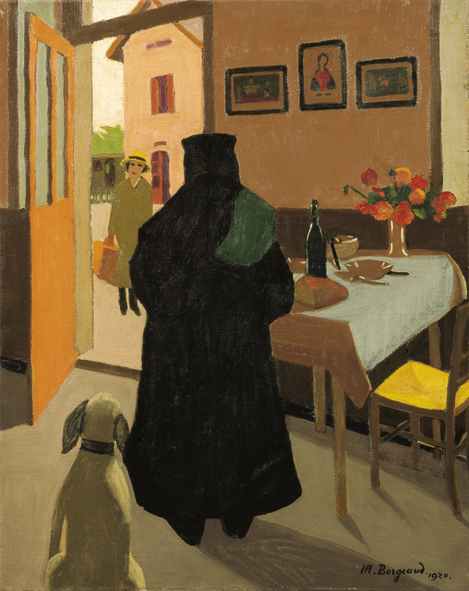
L'arrivée (1920)
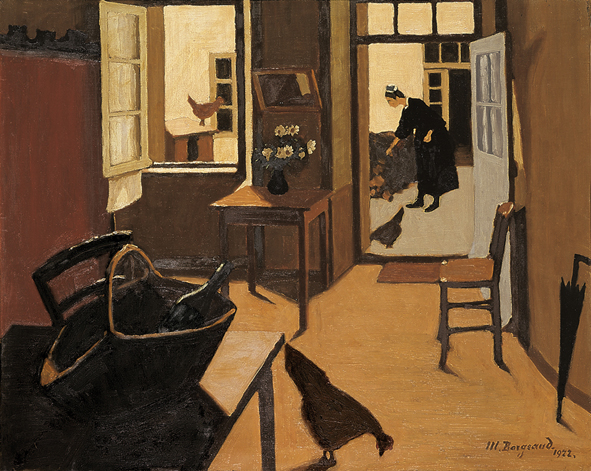
La bretonne et ses poules (1922)
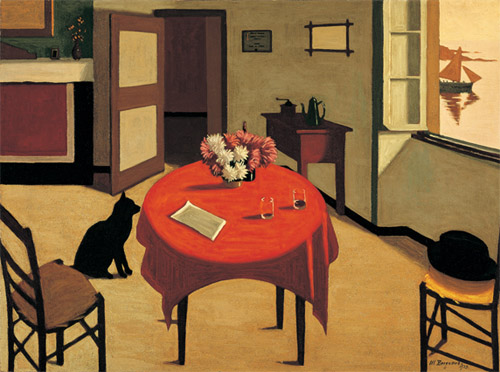
Intérieur aux deux verres (1923)
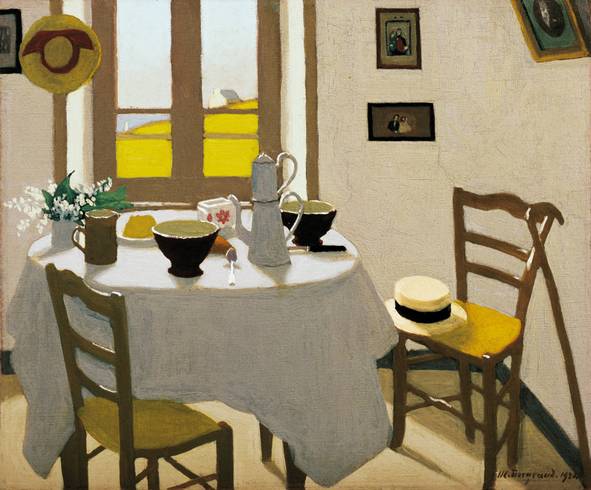
La chambre blanche (1924)